# Гратон (Каліфорнія)
Гратон (англ. Graton) — переписна місцевість (CDP) в США, в окрузі Сонома штату Каліфорнія. Населення — 1683 особи (2020).

## Географія
Гратон розташований за координатами 38°26′15″ пн. ш. 122°51′58″ зх. д. / 38.43750° пн. ш. 122.86611° зх. д. (38.437517, -122.865988).  За даними Бюро перепису населення США в 2010 році переписна місцевість мала площу 4,09 км², уся площа — суходіл.

### Клімат
| Клімат : Гратон         | Клімат : Гратон | Клімат : Гратон | Клімат : Гратон | Клімат : Гратон | Клімат : Гратон | Клімат : Гратон | Клімат : Гратон | Клімат : Гратон | Клімат : Гратон | Клімат : Гратон | Клімат : Гратон | Клімат : Гратон | Клімат : Гратон |
| Показник                | Січ.            | Лют.            | Бер.            | Квіт.           | Трав.           | Черв.           | Лип.            | Серп.           | Вер.            | Жовт.           | Лист.           | Груд.           | Рік             |
| Абсолютний максимум, °C | 28,9            | 29,4            | 32,2            | 36,7            | 39,4            | 42,2            | 45,0            | 42,2            | 44,4            | 41,1            | 33,3            | 27,2            | 45,0            |
| Середній максимум, °C   | 13,4            | 16,3            | 18,3            | 20,8            | 23,8            | 26,9            | 28,5            | 28,6            | 28,1            | 24,6            | 18,6            | 13,8            | 21,8            |
| Середній мінімум, °C    | 2,2             | 3,3             | 4,1             | 4,9             | 6,8             | 8,5             | 9,2             | 9,0             | 8,3             | 6,5             | 4,0             | 2,3             | 5,8             |
| Абсолютний мінімум, °C  | −7,8            | −8,3            | −3,9            | −3,9            | −1,7            | 0,6             | 3,3             | 2,2             | 0,6             | −5,6            | −5,6            | −10             | −10             |
| Норма опадів, мм        | 221             | 179             | 133             | 67              | 26              | 9               | 1               | 3               | 9               | 56              | 133             | 200             | 1035            |
| Днів з опадами          | 13              | 11              | 11              | 7               | 4               | 2               | 0               | 1               | 2               | 5               | 9               | 12              | 77,0            |
| ----------------------- | --------------- | --------------- | --------------- | --------------- | --------------- | --------------- | --------------- | --------------- | --------------- | --------------- | --------------- | --------------- | --------------- |
| Джерело: WRCC           |                 |                 |                 |                 |                 |                 |                 |                 |                 |                 |                 |                 |                 |

## Демографія
Згідно з переписом 2010 року, у переписній місцевості мешкало 1707 осіб у 680 домогосподарствах у складі 413 родин. Густота населення становила 417 осіб/км².  Було 723 помешкання (177/км²).
Расовий склад населення:
| - 82,1 % — білих - 1,7 % — корінних американців - 1,5 % — азіатів - 0,6 % — чорних або афроамериканців - 0,2 % — вихідців з тихоокеанських островів - 8,4 % — осіб інших рас |

До двох чи більше рас належало 5,5 %. Частка іспаномовних становила 18,9 % від усіх жителів.
За віковим діапазоном населення розподілялося таким чином: 20,1 % — особи молодші 18 років, 66,0 % — особи у віці 18—64 років, 13,9 % — особи у віці 65 років та старші. Медіана віку мешканця становила 45,9 року. На 100 осіб жіночої статі у переписній місцевості припадало 90,7 чоловіків;  на 100 жінок у віці від 18 років та старших — 86,8 чоловіків також старших 18 років.
Середній дохід на одне домашнє господарство  становив 74 742 долари США (медіана — 55 227), а середній дохід на одну сім'ю — 92 148 доларів (медіана — 79 514). За межею бідності перебувало 8,0 % осіб, у тому числі 3,2 % дітей у віці до 18 років та 19,4 % осіб у віці 65 років та старших.
Цивільне працевлаштоване населення становило 764 особи. Основні галузі зайнятості: освіта, охорона здоров'я та соціальна допомога — 27,6 %, виробництво — 20,7 %, роздрібна торгівля — 16,2 %.